# 山田康弘
山田 康弘（やまだ やすひろ、1974年9月17日 - ）は、NHKの元チーフアナウンサー、研究職。

## 人物
長野県長野高等学校を経て明治大学卒業後、1997年入局。好きな食べ物は納豆。

## 現在の担当番組・業務
- 研究業務（放送技術全般）

## 過去の担当番組・業務
高知放送局時代
- 高知県のニュース・中継・リポート
- てれごじ。KOCHI（中継レポーター）
- いきいきワイド とさ情報市（中継レポーター）

松江放送局時代
- 情報満開!しまねっと 5時台キャスター
- 島根県のニュース・中継・リポート

東京アナウンス室時代（ - 2010年3月）
- NHK BSニュース（2時 - 6時担当、不定期）
- BS日本のうた
- おはよう首都圏（中継レポーター 平日）
- ゆうどきネットワーク（中継レポーター）
- 第59回NHK紅白歌合戦　2008年12月31日 （ラジオ中継）
- 第60回NHK紅白歌合戦　2009年12月31日 （ラジオ中継）

名古屋放送局時代（2010年4月 - 2012年7月）
- ウイークエンド中部（2010年4月 - 2012年7月）
- 東海3県・東海北陸地方のニュース
- コールサインアナウンス（異動後である現在も使用されている。）

長野放送局時代（1度目）（2012年8月 - 2015年3月）
- 長野県のニュース・中継・リポート
- イブニング信州（2012年8月 - 2015年3月）
- コールサインアナウンス（現在も使用されている。）

日本語センター出向時代（2017年4月 - 2020年7月）
- NHKジャーナル（2017年4月3日 - 2020年3月27日）

長野放送局時代（2度目）（2020年8月 - 2024年7月）
- 放送部副部長（2020年8月 - 2020年12月）
- 長野県のニュース・中継・リポート
- イブニング信州（編集責任者、キャスター代行）
- ゆる信ワイド（2020年4月 - 2021年3月、2023年4月 - 2024年7月）
- 給食ラジオ
- 長野県のニュース・中継・リポート

放送技術研究所時代（2024年8月 - ）